# エキストラ・ガール
『エキストラ・ガール』は、赤石路代による日本のサスペンス漫画作品。
『姉系プチコミック』（小学館）にて創刊号（2010年5月）から16号（2014年6月6日発売号）まで連載された。単行本は全4巻。

## あらすじ
タレントの鈴鹿詩音がテレビ局の屋上から落ちて死亡したが「自殺」と断定される。詩音の死に疑問を持つ、双子の姉・久遠（くおん）は、エキストラとして様々な業界の現場に潜入する。
詩音の恋人だった若手俳優の藤流人、エキストラ事務所の大楠、天才子役の孝志郎など詩音の「自殺」を否定する味方と知り合い、真相を探っていくうちに芸能界の闇ともいえる謎の人物「ブラックオニキス」と麻薬組織の存在が浮かび上がってくる。大楠は、久遠の安全を確保するため、久遠を謎のタレント「KUU」として芸能界にデビューさせ、メディア露出を増やした。天性の才能で瞬く間に人気を得たKUU=久遠だったが、活躍を快く思わない組織は刺客を送り込み、久遠の周りの人間が次々と不審な死を遂げることになる。
ブラックオニキスの正体をつかんだ久遠らは、出演するドラマの最終回が生放送であることを利用し、芸能界に巣くう麻薬組織の関連者の名前を放送中に映し出した。ほんの短い時間であったが、この情報を多くの人々が解析し、関連者の名前が知れ渡ったことで麻薬組織は壊滅した。
全てが終わり、久遠はアメリカに渡って、ハリウッドで再びエキストラを始める。

## 登場人物
鈴鹿 久遠（すずか くおん）
昔から、離れた場所にいても双子の妹・詩音が感じた痛みなどを感じる、双子ならではの直観力を持ち、詩音が死んだ時には背中を強く押される感覚がしたことから、自殺ではないと確信し、犯人は芸能界の誰かであると直感する。故郷の長野から上京し「鈴木久美」という名で芸能事務所にエキストラとして登録、ドラマやバラエティ番組などの撮影現場に潜入し、真相を探り始める。
鈴鹿 詩音（すずか しおん）
テレビ局から飛び降りたとされるアイドル。久遠の双子の妹。互いに「しいちゃん」「くうちゃん」と呼び合っていた。フリルやクマのぬいぐるみに満ちた営業用の部屋とは別に、母親やマネージャーに内緒でもう一つ部屋を借り、その部屋の存在は久遠と幸輝にしか教えていなかった。
藤 流人（ふじ りゅうと）
若い女の子から絶大な人気を誇る若手の俳優。詩音とは死ぬ2ヵ月前から付き合っていた。久遠と共に詩音の死の真相を探り始める。
大楠（おおくす）
久遠が登録している芸能事務所「大日プロ」の社員（実は社長）。久遠の行動に何か勘付くが、あえて目的を尋ねないまま協力を申し出る。大女優で転落死した大楠百合子の息子。
さがわ 琴美（さがわ ことみ）
アイドル。詩音とは本音で話せる親友だったが、詩音の死後、彼女がやるはずだった仕事を引き継いだため、仕事を手に入れるために殺したのではと噂された。
冬野 幸輝（ふゆの こうき）
5人組の人気アイドルグループ「5 Runners」（ファイブ・ランナーズ）の一員。ゲイで、時々親友の詩音の振りをし、マネージャーの目を誤魔化すなどしていた。マンゴーが好物。琴美が詩音を殺した真犯人だと疑いを持ち、不審な行動を繰り返していたが、それが露見した後は「ブラック・オニキス」という謎の言葉を残して不審死を遂げる。
稲葉 孝志郎（いなば こうしろう）
人気子役の少年。詩音が初恋の人で久遠に協力してくれる。詩音が死んだ日のTV局にいた。
音羽（おとわ）
さがわ琴美のマネージャーだが何かと不審な動きをしている。
九龍 あやの（くりゅう あやの）
さがわ琴美と同じ事務所の新人女優。昔から藤のファン。詩音が死んだ当日のTV局で何かを目撃しているらしい。
田中　竜（たなかりゅう）
大楠の異母弟。「大日プロ」の社員。大楠とは同じ年で仲がよく百合子がいたころから大楠家に出入りしていた。
笹島（ささじま）
詩音の元マネージャー。事務所をやめて芸能界から遠ざかっている。
青田 雅史（あおた まさし）
詩音の熱狂的ファン。
高坂 透（こうさか とおる）
詩音の熱狂的ファン。詩音が死んだ日にTV局の下にいた。
YUKI（ゆき）
冬野 幸輝のファン。プライベートな事まで知っている。

## 書誌情報
- 赤石路代 『エキストラ・ガール』 小学館〈フラワーコミックスα〉 全4巻
  1. 2011年09月09日発売、ISBN 978-4-09-134006-1
  2. 2012年09月10日発売、ISBN 978-4-09-134613-1
  3. 2013年09月10日発売、ISBN 978-4-09-135507-2
  4. 2014年10月10日発売、ISBN 978-4-09-136428-9